# Małgorzata Grabarczyk
Małgorzata Iwona Grabarczyk z domu Radomska (ur. 29 stycznia 1965 w Łodzi) – polska działaczka samorządowa, od 2024 przewodnicząca sejmiku łódzkiego.

## Życiorys
Absolwentka Liceum Ogólnokształcącego w Aleksandrowie Łódzkim i Uniwersytetu Łódzkiego, gdzie kształciła się m.in. w zakresie zarządzania w strukturach lokalnych. Prowadziła własną działalność gospodarczą, zajmowała się aktywnością charytatywną i kulturalną.
Zaangażowała się w działalność polityczną w ramach Platformy Obywatelskiej, zasiadła w powiatowym i regionalnym zarządzie partii. W 2010, 2014 i 2018 wybierana do rady miejskiej Aleksandrowa Łódzkiego (początkowo z ramienia PO, w 2018 z ramienia KWW Jacka Lipińskiego). Zajmowała stanowisko przewodniczącej rady w kadencji 2018–2024. Bez powodzenia kandydowała do Sejmu w 2019. W 2024 po raz pierwszy wybrana do sejmiku łódzkiego. W maju tegoż roku objęła funkcję jego przewodniczącej.